# Ariel Arroyo
Ariel Abdiel Arroyo Tugwell (ur. 23 stycznia 2005) – panamski piłkarz występujący na pozycji defensywnego pomocnika lub środkowego obrońcy, od 2024 roku zawodnik Árabe Unido.
Jego brat Abdiel Arroyo również jest piłkarzem.